# テオドシウス法典
テオドシウス法典（テオドシウスほうてん、ラテン語：Codex Theodosianus）は、東ローマ皇帝テオドシウス2世が編纂させたローマ法の法典である。438年に東ローマ帝国において公布され、少し遅れてウァレンティニアヌス3世によって西ローマ帝国でも公布された。この法典は古典期からユスティニアヌス1世期までのローマ帝国の法律について知るための貴重な資料となっている。

## 概要
テオドシウス法典は東ローマ皇帝テオドシウス2世が編纂させたローマ法の法典である。東ローマ帝国の法制度の多くは古代ローマ帝国より引き継いだものであったが、古代ローマの法律は極めて複雑なものであり、全く整理されていなかった。この法典は混乱していた法源を整理しようとしてテオドシウス2世が編纂させたものである。これ以前にも3世紀末に『グレゴリウス法典』や『ヘルモゲニウス法典』などの勅法集があったが、それらは私撰の勅法集で、『テオドシウス法典』は初めての官撰勅法集だった。『テオドシウス法典』は先行する2つの法典に倣って編纂された。
テオドシウス2世は429年に高官のアンティオクスを長とした法学者たちの委員会を組織し、彼らに321年以後に出された勅法をまとめ上げることを命じた。委員会は8年かけて438年に、約2500の勅法からなる全16巻の法典を完成させた。勅法は主題別に16巻に分けられ、各巻がさらに章別され、各章が年代順に収録されている。
この法典は東帝テオドシウス2世と西帝ウァレンティニアヌス3世との連名で発布され、理念上はローマ帝国の東西が一体であることを強調するものであったが、『テオドシオス法典』の発布後、実際にはローマ法はローマ帝国の東西で徐々に分裂を始めた。現実問題として、東方ではローマの法が実施されなくなり、同様に西方でもコンスタンティノープルの法が実施されなくなっていった。6世紀に東ローマ帝国で『ユスティニアヌス法典』が使われるようになって以降も、西ローマ帝国では長く『テオドシウス法典』が用いられ続けた。『テオドシウス法典』は後の『ユスティニアヌス法典』の基礎となっただけではなく、テオドリック2世の『テオデリクス法典』やアラリック2世の『アラリック王抄典』 (『西ゴート人のためのローマ法』) などにも取り入れられ、ゲルマン諸民族へのローマ法の伝播にも大きく貢献した。

## 日本語訳
- 吉野悟（訳）「テオドシウス法典」（抄訳）、久保正幡先生還暦記念出版準備会（編）『西洋法制史料選Ｉ　古代』創文社、1981年、233‐252所収。

テオドシウス法典研究会によって、コンスタンティヌス帝が発布したとされる法令（313年 - 337年）の全訳および注釈がなされている。全21回。
- 『専修法学論集』掲載分（第1-4回）：59号（1993年、151–170頁）、60号（1994年、239–254頁）、61号（1994年、165–191頁）、63号（1995年、107–131頁）。
- 『立教法学』掲載分（第5-11回）：43号（1996年、195–217頁）、45号（1996年、227–249頁）、47号（1997年、229–246頁）、50号（1998年、336–353頁）、53号（1999年、179–204頁）、56号（2000年、127–159頁）、58号（2001年、240–263頁）。
- 『法政史学』掲載分（第12-21回）：57号（2002年、45–61頁）、59号（2003年、23–40頁）、62号（2004年、81–109頁）、64号（2005年、39–57頁）、66号（2006年、34–54頁）、68号（2007年、78–97頁）、70号（2008年、72–88頁）、72号（2009年、77–97頁）、77号（2012年、59–72頁）、78号（2012年、56–74頁）。